# 红翎毛翅燕
是雀形目燕科毛翅燕屬下的一種鳥類。這是一種中小型的燕子，主要分佈於中美洲及南美洲的開闊或半開闊的水域附近，以會飛的昆蟲為食。牠們與北方紅翎粗翅燕相當類似而曾被認為是同一物種，但自其地理分佈有所不同而被另立為一新物種。:662
這種鳥類具有紅棕色的喉部，上半身偏黑褐色，下半身的腹部和尾部的羽毛呈白或黃色，並有深褐色的方形短尾。:662繁殖時一次產3—6枚白色的卵，約15—18天後孵化；18—21天後離巢。:662由於其族群趨勢穩定，且普遍分佈而未合易危物種的標準，故在《國際自然保護聯盟瀕危物種紅色名錄》中被評為無危物種。

## 物種命名與分類
這個物種在1817年由法國鳥類學家路易·皮埃尔·维埃约首次正式描述，當時以命名，歸類於燕屬下。1858年，美國鳥類學家斯賓塞·富勒頓·貝爾德在粗翅燕的最外側初級飛羽上觀察到了特殊的鋸齒邊緣，故將其獨立為一新屬毛翅燕屬。其模式產地位於巴西。南方紅翎粗翅燕在過去也曾被視為是北方紅翎粗翅燕的亞種，但因為後來發現其海拔分佈有所不同因而被獨立為一物種。:662
其屬名是合成詞，由兩個希臘語單詞組成：（轉寫：stlengis ，指的是刮身板，一種用以清潔身體用的工具）及 （轉寫：pterux，指「翅膀」）。:364而種小名則是由拉丁語（指「紅色或赤紅色」）及新拉丁語（指「頸部的」）組成。:341

### 亞種
目前南方紅翎粗翅燕被承認的亞種一共有四個。主要的差別在其羽毛顏色的分佈，但亞種之間因具有漸變的過渡特徵，有時會被視作為沒有亞種的單型種。:662各亞種的顏色由北向南和東向西的方向漸深。奧特蘭·邦斯曾在蘇里南命名了另一亞種，但被認為是指名亞種的遷徙種而被認定無效。
- 指名亞種（S. r. ruficollis）：分佈於哥倫比亞東側、委內瑞拉東側至阿根廷北部之間。是體色最深的亞種。[6]
- ：分佈於哥倫比亞北部、委內瑞拉西側和千里達島上。模式產地位於哥倫比亞的。[6]喉部呈黃褐色，上半身呈淺褐色，臀部較淡。[13]亞種名是拉丁語，意義為「相似的」。[12]:33體色為次深的亞種。[6]
- ：分佈於洪都拉斯東側到巴拿馬東側，經哥倫比亞西側和厄瓜多西側至秘魯西北部。模式產地位於巴拿馬地峽。[6]顏色次淺，臀部為明顯的白色。[13]亞種名是中世紀拉丁語，意義為「臀部」。[12]:397
- ：分佈於哥斯大黎加西側及巴拿馬西側。模式產地位於巴拿馬奇里基省迪瓦拉。[6]其體色是四個亞種內最淡的，具有深色的縱紋。[13]亞種名是拉丁語，意義為「蒼白的、身體不適的」。[12]:131這個亞種變化較大，與及北方紅翎粗翅燕的指名亞種之間，有著疑似為兩者雜交種的爭議。[6]

## 形態描述

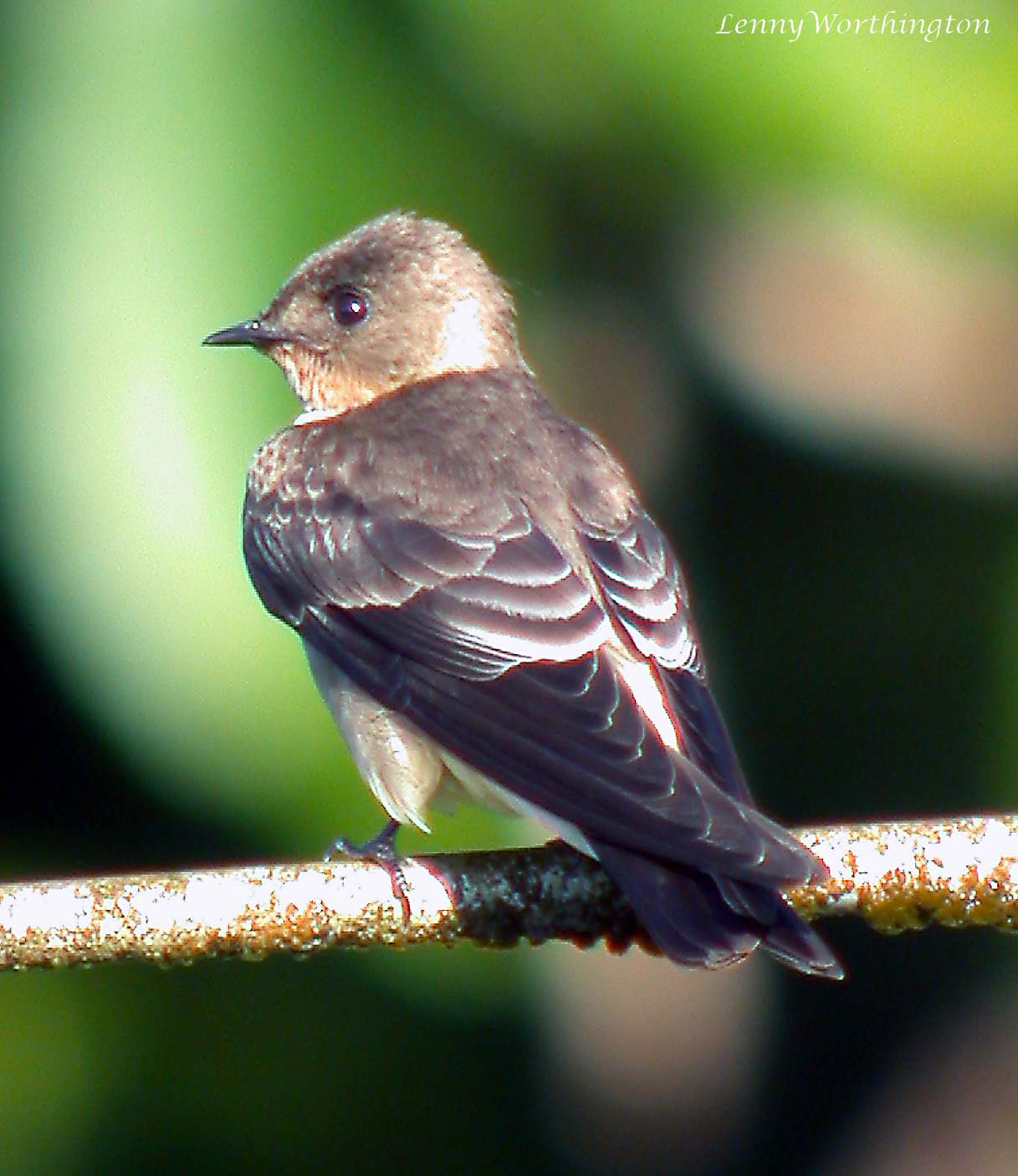
S. r. aequalis

南方紅翎粗翅燕的體長平均約14公分，體重約平均13.5—16.1公克。鳥喙寬平均4.5公釐、深平均2.9公釐；翼長平均10.4公分（雄性10.9公分、雌性10.0公分）；跗蹠平均長11.0公釐；尾長平均50.8公釐。是一種中小型的燕子。
指名亞種成鳥的眼睛呈深褐色，鳥喙黑色。紅棕色的喉部，胸部、頭側和整個上半部呈黑褐色，其中頭部顏色會更深一些。:662腹部和尾下覆羽呈淡黃色，尾上覆羽呈白色，並有深褐色的方形短尾巴。三級飛羽、內側的次級飛羽和大覆羽有淡色的羽緣。臀部淡灰色，尾巴呈黑色。成鳥在每次繁殖季節之後會換羽，雌雄外觀相似，但雌性體型有可能略小於雄性。
雄性成鳥外側初級飛羽的最外層上擁有硬化的短羽枝向後彎曲，這種構造導致了羽毛的鋸齒狀外緣且觸感粗糙，因此在英文中得名「粗翅（Rough-winged）」。:609其功能尚不明確，但目前最可能的解釋是能在飛行中產生微弱的高音，以在空中作展示行為。亞成鳥雄性在換羽後才有擁有該特殊初級飛羽。
幼鳥的喉部跟背部羽毛邊緣較成鳥黯淡。:662
這個鳥類可能會跟棕頭燕及其近親北方紅翎粗翅燕相似，但棕頭燕並沒有白色的上半尾部覆羽，而有著更為深色的頭冠。而與北方紅翎粗翅燕相比，南方紅翎粗翅燕的喉部較亮、尾部較黯淡。:662

## 分佈及遷徙
分佈於熱帶和亞熱帶地區，包含中美洲及南美洲，安第斯山脈以東及太平洋側的海岸地區，包含阿根廷、巴西、哥倫比亞、厄瓜多、玻利維亞、圭亞那地區、洪都拉斯至烏拉圭一帶。在千里達及托巴哥是相當常見的鳥類。在巴西南部的個體（主要是指名亞種）會在冬季（約2—8月中旬）於向北遷徙而難以在冬季時於當地發現，至哥倫比亞等較北南美洲國家。而北方的其他個體則成定居性。在福克蘭群島有迷鳥記錄。:662
主要棲於有水的開闊和半開闊的地形上，鄰近河流、濕地和湖泊附近。例如在大草原、森林空地上，並也沿著陡峭的河岸和山路的水道分佈。在秘魯通贝斯地區也分佈在濕潤和半落葉森林中。
最高可在哥倫比亞見於海拔高3600公尺處，但通常僅分佈於1000—2000公尺以下的地區。:662在與北方紅翎粗翅燕的亞種分佈重疊的哥斯達黎加，南方亞種的分佈地區通常接近平地地區，而北部的則多在山區活動。:662

## 習性
這種燕子通常是不群居而偏向幾隻形成的個體活動，但在特定時段會成群結隊地停棲在低矮的樹枝或電線上。其飛行緩慢而謹慎，鼓翼緩慢似蝙蝠。通常會貼近地面直線飛行，具有相當的定居性。:662

### 食性
南方紅翎粗翅燕的食物為小型飛行昆蟲，包括臭蟲（異翅亞目）、蒼蠅（雙翅目）、甲蟲（鞘翅目）和其他膜翅目昆蟲如螞蟻及蜜蜂。主要在白天時捕食那些飛翔於空中的昆蟲。

### 繁殖

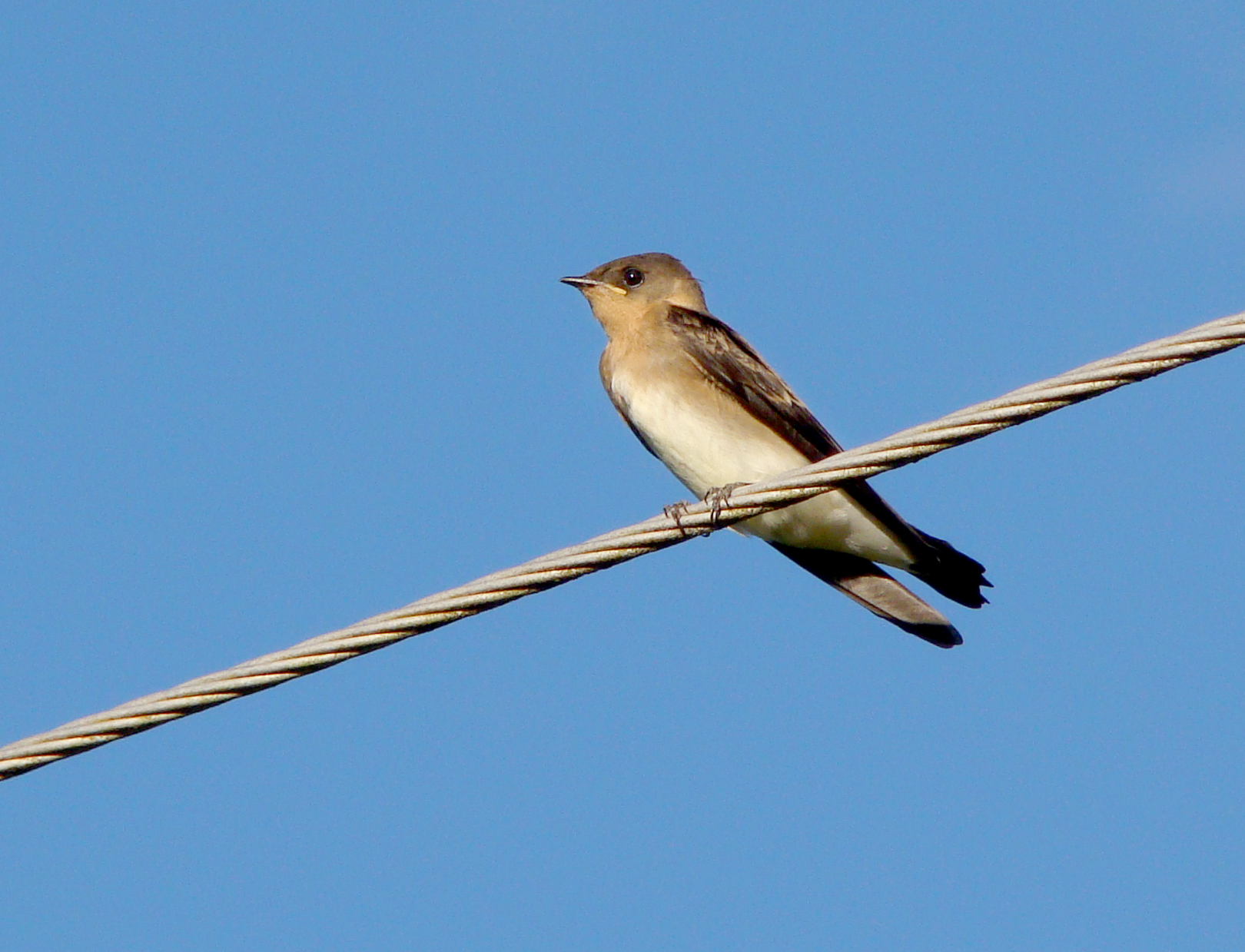
亞成鳥

其繁殖季在哥倫比亞是在2—7月；在巴拿馬約在3—6月之間；在蘇里南、千里達及托巴哥等地則在4—6月。:662在巴西甚至有10月才交配的記錄。通常在繁殖季初期時，雄鳥會表現出一定的領域性，會爭鬥領地或驅逐其他個體。通常一次繁殖季內只會育有一巢，但若第一巢失敗後會嘗試第二巢。
在土堤、牆壁或峭壁的洞穴中築巢。通常內部鋪有乾枯的草、葉子和羽毛。這些鳥類有可能會自己挖掘巢穴隧道，但也會利用翠鳥、鶲鴷或者翠鴗已棄用的洞穴。群體之間可能會聚集在一起築巢，但彼此之間會相隔數公尺。
每窩會每隔數天產一枚白色的卵，總計3—6枚，大小為長18.1—21.6公釐、寬12.3—14.7公釐。雌鳥會獨自孵卵約15—18天；幼鳥由雙親共同餵養，孵化後13天時羽毛大致長齊，但成鳥會育雛至第18—21天左右，最長25天。:662通常幼鳥不會待在巢穴中，而是跟成鳥分別去不同的休息地與其他同類群聚。

### 叫聲
南方紅翎粗翅燕的叫聲被描述為一種不悅耳的吱吱聲。與北方的粗翅燕相比，其音調較低而不尖銳。:662音調在結尾會上升，如輕柔的「jlid-jlid」、「schree-schree」的尖銳叫聲及「viveeek... eeveeek...eeooeeek」。在將其他個體逐出領域時也會有不同叫聲。

## 數量與保護情況
其數量估計約有5000萬隻，並散布於1770萬平方公里上的地區。牠們被發現聚有適應人類改造後的環境中的生存能力，但並不太使用人工巢穴。:662由於其族群趨勢穩定，且普遍分佈而未合易危物種的標準，故在《國際自然保護聯盟瀕危物種紅色名錄》中被評為無危物種。

## 外部連結
- 维基共享资源上的相關多媒體資源：南方紅翎粗翅燕
- 維基物種上的相關：南方紅翎粗翅燕
- VIREO上南方紅翎粗翅燕的圖片
- Xeno-canto上南方紅翎粗翅燕的叫聲 （页面存档备份，存于）
- Skutch, Alexander F.  (PDF). . Pacific Coast Avifauna, Number 34. Berkeley, California: Cooper Ornithological Society. 1960: 265–274  [2023-08-14]. （原始内容存档 (PDF)于2022-01-31） （英语）.